# 房东蒋先生
房东蒋先生是一部於2002年在上海市拍摄的紀錄片。該紀錄片由上海广播电视台纪实人文频道《往事》栏目的干超以及来自北京的女记者梁子拍攝，長度約56分鐘。拍攝者在片中采访了一位未婚的蔣先生（蒋洪樑）。蔣先生位於巨鹿路305弄64号的住宅建於1930年代，而且面臨拆遷。2017年4月30日23时58分，蒋洪樑去世，享年74岁。